# Ella Rubin
Pour les articles homonymes, voir Rubin.
Ella Rubin, née le 2 septembre 2001 à New York, est une actrice américaine connue pour ses rôles dans les séries télévisées Directrice et The Girl from Plainville.

## Biographie
Elle grandit à New York dans l'Upper West Side à Manhattan, puis y fréquente l'université en cursus cinéma. Sa mère est Perri Kipperman, agent d'acteurs.

## Carrière
En 2019, elle fait ses débuts à Broadway dans la reprise 2019 de La Rose tatouée.
En 2022, elle joue dans la série télévisée The Girl from Plainville diffusée sur Hulu, relatant l'histoire vraie de Michelle Carter, condamnée pour l’homicide involontaire de son petit ami.

## Filmographie

### Cinéma
- 2014 : Les Mots pour lui dire : Etta Carpenter
- 2023 : The Sweet East de Sean Price Williams : Annabelle
- 2024 : L'Idée d'être avec toi de Michael Showalter : Izzy
- 2024 : Anora de Sean Baker : Vera
- 2025 : Until Dawn : La Mort sans fin (Until Dawn) de David F. Sandberg : Clover Paul
- 2025 : Fear Street: Prom Queen de Matt Palmer : Melissa McKendrick

### Télévision
- 2013 : Unforgettable : Lara Sonnenland
- 2017 : Difficult People : Shoshanna
- 2018 : Billions : la fille de Gilbert
- 2021 : Directrice : Dafna (4 épisodes)[4]
- 2021 : Gossip Girl : Pippa Sykes (2 épisodes)
- 2022 : The Girl from Plainville : Natalie Gibson (8 épisodes)
- 2024 : Masters of the Air : Peggy (1 épisode)